# Amy Lee
Pour les articles homonymes, voir Lee.
Amy Lee, née Amy Lynn Lee le 13 décembre 1981 à Riverside, en Californie, aux (États-Unis), est une chanteuse, auteure-compositrice-interprète et musicienne américaine.
Elle est surtout connue en tant que leader du groupe Evanescence.

## Biographie

### Enfance, formation et débuts
Amy Lynn Lee grandit à Little Rock, en Arkansas.
Elle a deux sœurs et un frère : Carrie (née en 1990), Lori (née en 1992) et Robbie (né en 1995 et décédé en 2018). Elle avait une sœur, Bonnie, qui meurt en 1988, à l'âge de 3 ans. C'est d'elle dont elle parle dans les chansons Hello (Fallen) et Like You (The Open Door) 2006[réf. souhaitée].
Lors d'une colonie étant adolescente (14 ans), elle rencontre le guitariste Ben Moody (15 ans).
Celui-ci, tombant sous le charme de la voix de la chanteuse qui jouait du piano et chantait I'd Do Anything for Love de Meat Loaf, il lui propose de se joindre à son groupe.
Pour le nom du groupe, ils hésitent entre « Stricken » et « Childish Intentions », puis finissent par chercher dans un dictionnaire un mot commençant par la lettre E (le E étant intéressant pour travailler sur un logo, d'après Ben) et optent pour Evanescence.
Ce signe fait références à des motifs tribaux.
Le groupe naît donc en 1995 et enregistre alors leur premier album, Origin, en 2000.

### Vie privée

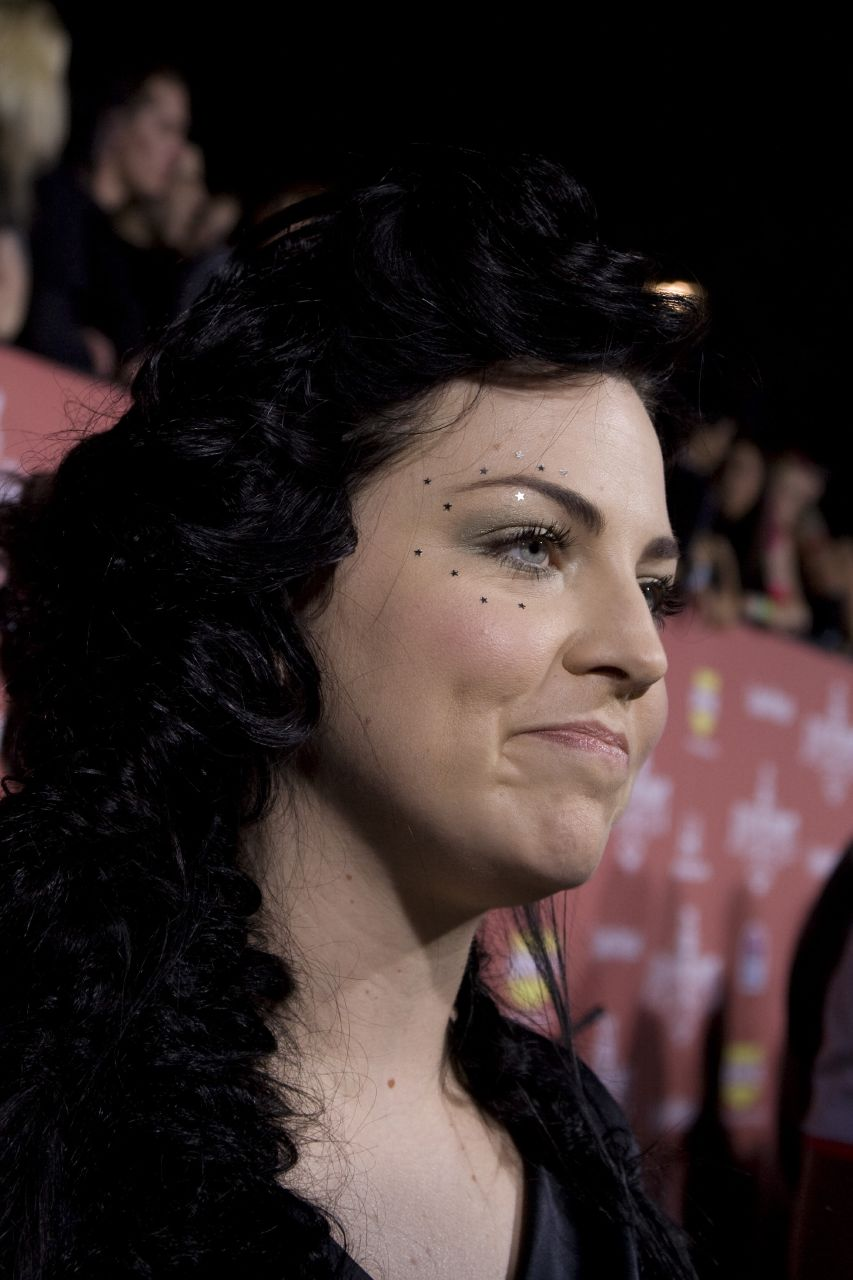
Amy Lee en 2007.

Elle a été en couple pendant trois ans avec le chanteur Shaun Morgan du Groupe Seether (de 2002 à 2005), avec lequel elle chante en duo le titre Broken.
En 2007, Amy Lee épouse Josh Hartzler, un psychiatre américain. Leur premier enfant naît le 24 juillet 2014.

## Début de carrière

### Années 2000
En 2002, Amy prête sa voix aux chœurs de deux chansons de David Hodges (ex pianiste du groupe) : Fall Into You qui figure sur l'album Musical Demonstrations Pt. et Breathe qui figure sur le CD The Summit Church's Summit Worship.
En 2004, elle participe à l'émission The Mickey Mouse Club sur Cartoon Network ; elle y chante une chanson composée du même titre en acoustique pour faire plaisir à son petit frère Robbie, fan de la chaîne[réf. nécessaire].
En 2006, suite à la couverture de l'album Fallen sortie en 2003. Amy Lee aurait servi d'inspiration pour créer la personnage principale Re l Mayer de la série d'animation japonaise Ergo Proxy.
En 2006, elle crée l'association « Out of The Shadows » pour améliorer l'éducation des personnes atteintes d'épilepsie (son frère Robbie est aussi atteint de cette maladie).
La même année, elle interprète Freak on a Leash avec le groupe KoЯn sur l'album live acoustique Unplugged. Elle reprend la chanson Toughtless du même groupe sur leur album live Anywhere But Home, sorti en mai 2004. Elle fait partie de la campagne « Restore New York City » qui aide les victimes du trafic sexuel.
En 2008, elle participe au remake de Disney de L'Étrange Noël de monsieur Jack (The Nightmare Before The Christmas), avec la chanson Sally's Song qui figure sur l'album Nightmare Revisited.
En 2009, elle participe également au remake, toujours par Disney, du Muppet Show, alias Muppets Revisited, avec le titre Halfway Down The Stairs de Kermit la grenouille, qui figure sur The Green Album, sorti en août 2011, suivi du film en décembre 2011.

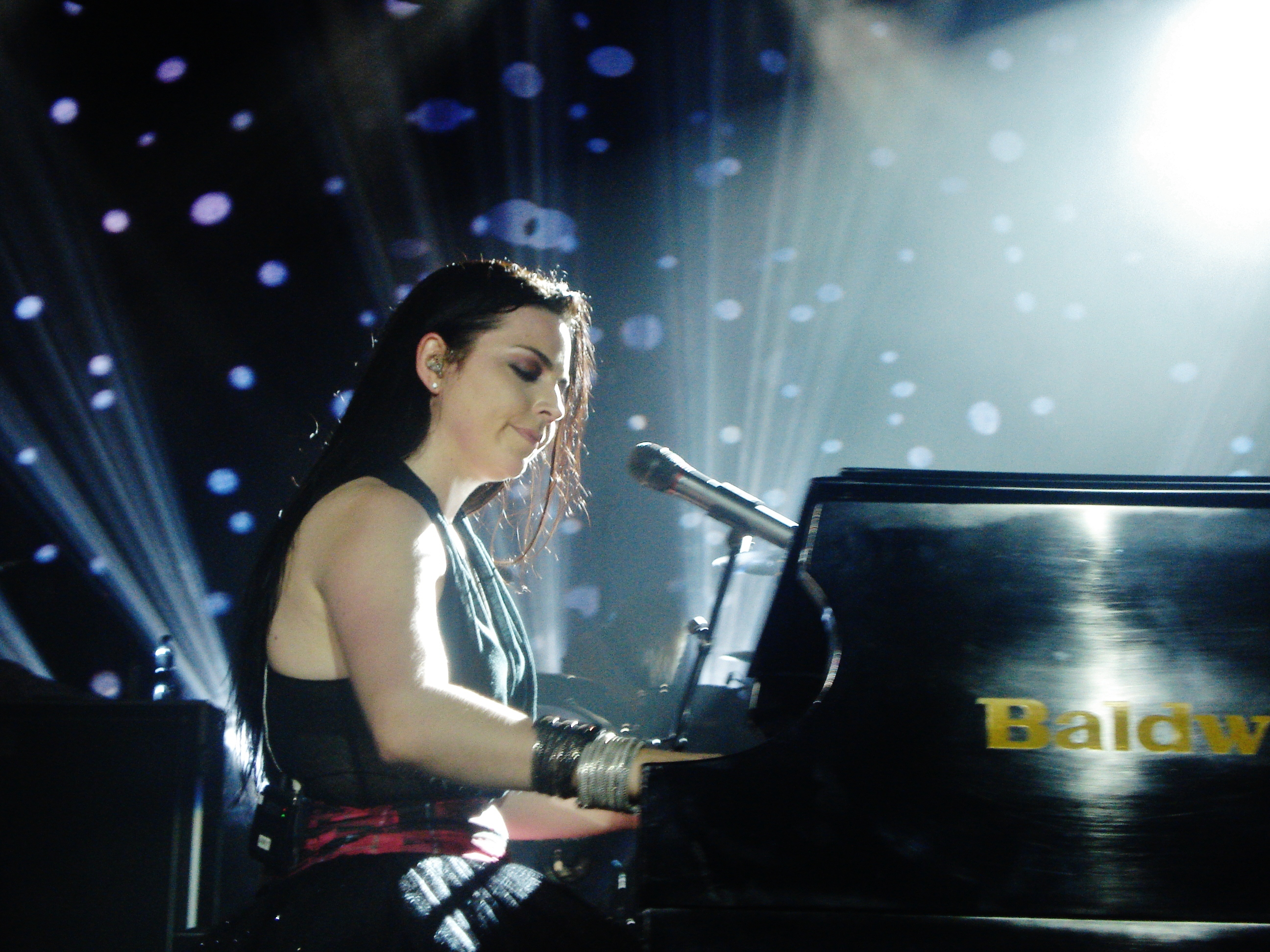
Amy Lee en 2011

En 2010, elle est invitée aux  « Legends and Lyrics » (série de spectacles musicaux mettant en vedette l'art de l'écriture de chansons) ; elle propose alors un nouveau titre durant le live acoustique, Your Love.

### Depuis 2012
Lors d'un concert du Carnival Of Madness 2012, Amy Lee fait un duo avec Lzzy Hale, la chanteuse d'Halestorm, sur le titre Break In. Elle est également invitée au concert We Walk the Line: A Celebration of the Music of Johnny Cash (en) qui rend hommage à Johnny Cash (elle est apparue dans son clip God's Gonna Cut You Down en 2006) et y chante I'm So Lonesome I Could Cry.
Le 7 novembre 2013, Amy Lee et Paula Cole donnent un concert de charité pour la Wellspring House (en) ; elle y chante une nouvelle chanson, Find a Way. Le 2 décembre 2013, elle annonce sur son compte Twitter qu'elle participera, avec Dave Eggar (en), à la bande originale du film War Story de Mark Jackson, sorti le 19 janvier 2014 (elle était d'ailleurs présente au Sundance Film Festival). Le disque de la bande originale, Aftermath, sort en août 2014.
Le 8 mars 2014, elle participe, toujours avec Dave Eggar, au concert acoustique Bluegrass Underground (en), un événement musical hébergé dans les grottes de Cumberland (en) à McMinnville, Tennessee, depuis 2008. Elle y chante sa nouvelle chanson, Find A Way, ainsi que Good Enough et Secret Door. Elle poste un tweet le 19 mars, annonçant être pour la première fois une artiste indépendante, libre de Wind Up Records (en).
Elle est responsable du court métrage Indigo Grey: The Passage (en). Elle travaille d'ailleurs de nouveau avec Dave Eggar
Septembre 2015 sur Twitter la production du film Voices From The Stone annonce qu'Amy Lee va composer et interpréter une chanson pour leur film, Speak To Me.
En 2015, Amy réunit Evanescence pour des concerts, notamment un au Ozzfest au Japon avec Korn et Ozzy Osbourne[source secondaire souhaitée].
Le 27 octobre 2015, elle fait une reprise de It's A Fire de Portishead. Le 10 novembre, elle fait une reprise de With or Without You de U2. Le 1er décembre 2015, elle fait une reprise de Going To California de Led Zeppelin de Led Zeppelin, déjà chanté en live avec Evanescence lors du Winter Tour en novembre 2015. Le 15 décembre 2015, elle sort une reprise de Baby Did a Bad, Bad Thing de Chris Isaak.
Le 19 février 2016, elle sort son tout premier EP, Recover, Vol. 1, en téléchargement.
Le 17 juillet 2016, elle partage sur Twitter un article de Rolling Stone Magazine annonçant la sortie de son premier album de musique pour enfants, Dream Too Much, sorti le 30 septembre 2016. Dream Too Much est son premier single, sorti le 17 août 2016. Le second suit le 2 octobre 2016 sous le nom de If You're A Star.
En octobre 2016, Amy est présente au Woodstock Film Festival avec Alec Baldwin pour représenter Blind, le film dont elle fait la bande originale (Througth Your Eyes, Your Love).
En 2016, elle réunit Evanescence pour plusieurs shows avant d'annoncer une tournée américaine, le Fall Tour US, du 28 octobre au 23 novembre 2016, le dernier show était d'ailleurs filmé et disponible en streaming via Live Nation.
En décembre 2016, elle déclare au magazine Kerrang! qu'un nouvel album d'Evanescence verra le jour en 2017. Pour cela une tournée Européenne est annoncée pour 2017.Le 23 décembre, elle partage sur sa page Facebook sa nouvelle vidéo, The End Of The Book, tirée de son album pour enfant, ainsi que son film via Amazon Video.
Le 9 février 2017, la nouvelle cover d'Amy Love exists (Love Has No Reason), du titre de Francesca Michielin L'amore esiste, paraît en intégrale sur Youtube[pertinence contestée].
Le 7 mars 2017 Amy Lee lance via Amazon Fashion sur Amazon.com sa collection de body pour bébé dérivé de son album pour enfant Dream Too Much[pertinence contestée].
Le 16 mars 2017 sort Speak To Me, nouveau single d'Amy Lee réalisé pour le film Voice From The Stone.
Le 10 mai 2017 via la page Facebook du groupe Amy Lee annonce que le nouvel album d'Evanescence se nomme Synthesis et aura un son orchestral et électronique.
Le 18 juin 2017 lors du Graspop Metal Meeting où Evanescence est attendu sur scène, Amy surprend ses fans en venant chanter en duo avec Ugly Kid Joe sur le titre Cat's In the Cradle.
Amy était en studio le 8 mars 2018 (journée des droits des femmes) pour enregistrer un duo avec le groupe Veridia. On[Qui ?] peut entendre cette collaboration sur l'album de Veridia avec la ballade "I’ll never be ready"[source secondaire souhaitée].
Le 13 juillet 2018 sort le EP "Cellogram" de Dave Eggar et Chuck Palmer auquel Amy prête sa voix pour le titre "All About Anna"[source secondaire souhaitée].
2019 Amy enchaîne les tournées avec Evanescence et annonce même un nouvel album pour 2021[source secondaire souhaitée].
Le 6 septembre 2019 Amy annonce être présente sur le nouvel album de Lindsey Stirling en featuring sur le titre Love goes on and on[source secondaire souhaitée].

## Depuis 2020
En 2020 elle est en duo avec le titre When I'm Gone sur le nouvel album de Body Count qui est sorti le 6 mars 2020.
Amy était l'invité du groupe Wagakki band à Osaka le 16 février 2020 pour interpréter en mode japonaise orchestrale Bring Me To Life et Sakura Rising.
Amy  était l'invité de Lzzy Hale dans son show Raise Your Horns en stream live retranscris par  We Are Hear’s “On The Air , elles ont pour l'occasion rechanté Break In balade d'Halestorm .(elles l'avaient déjà chantés en live en 2012 lors du Carnival Of Madness).Le single est sorti officiellement le 31 juillet 2020 sur toutes les plates formes de téléchargement et fait la promo du  nouvel EP d'Halestorm Reimagined qui est sorti le 14 août 2020.
Le duo d'Amy et Wagakki Band Sakura Rising chantée en live à Osaka en février 2020 est sorti en single le 18 septembre 2020 et figure sur le nouvel album du groupe japonais Tokyo Singing sorti le 14 octobre 2020 chez Universal incluant le DVD live du début d'année.
Amy Lee est présente sur le nouvel album de Bring Me the Horizon avec le titre One day the only butterflies left will be in your chest as you march towards your death qui est sorti le 30 octobre 2020.
Le vendredi 22 janvier 2021 avait lieu la cérémonie "She Rocks Awards" qui récompense les femmes dans le monde du rock et Amy Lee était présente et à pour l'occasion chanté au piano Use My Voice d'Evanescence et a reçu son prix l'Award de l'une des meilleures vocalistes Rock.
Le 21 août 2021 Amy Lee est invitée au concert de Lindsey Stirling à Nashville pour y chanter leur duo Love Goes On And On[source secondaire souhaitée].
Le 21 novembre 2022 elle annonce être invitée le 17 décembre au Concerto Di Natale au Vatican à Rome elle y chantera Bring Me To Life et Across The Universe. 

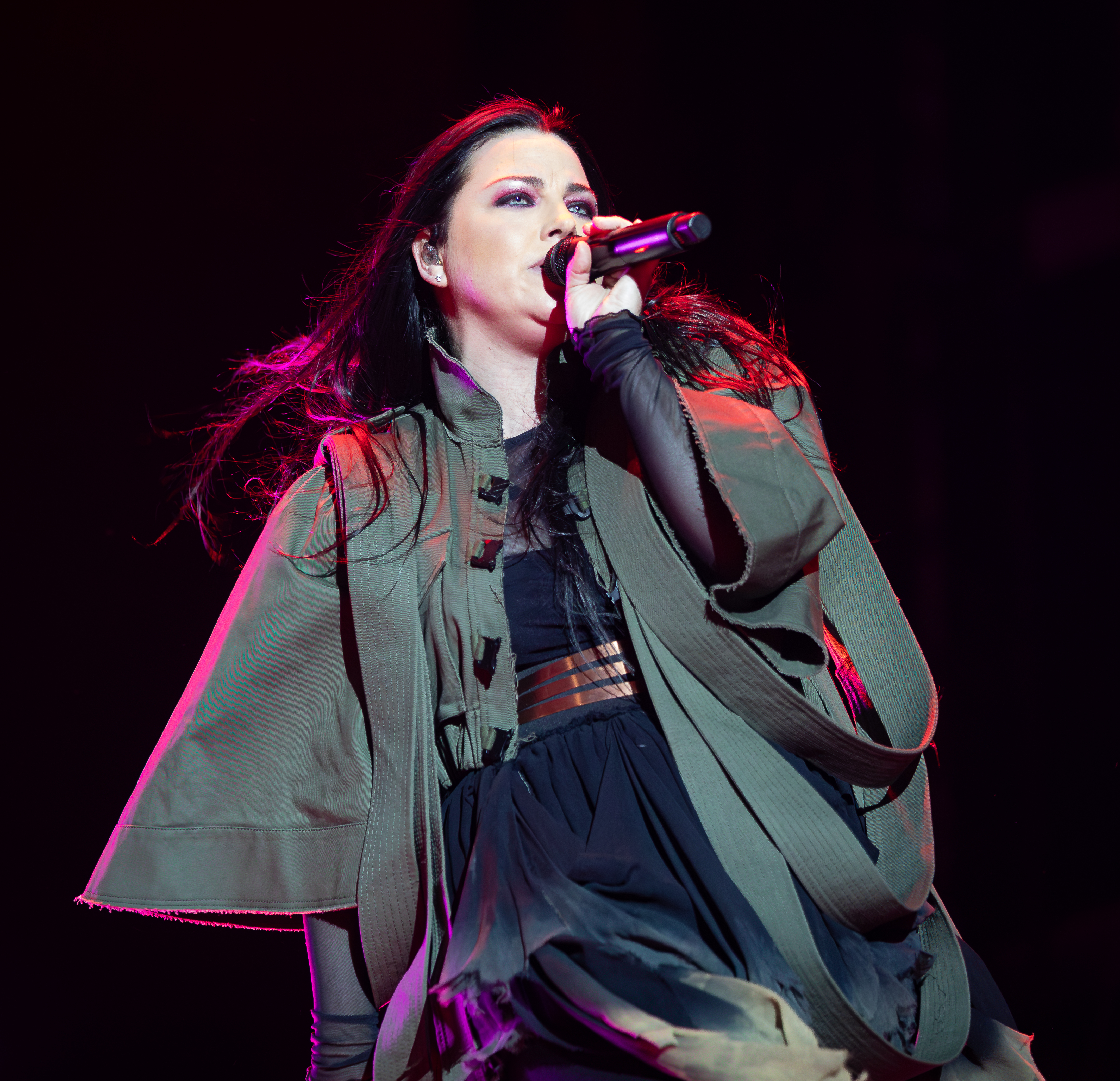
Amy Lee en 2023

Le 12 juin 2023 sort sa collaboration 1000  years avec le groupe Bush . 
Le 10 avril 2024 Amy Lee est l'invité de marque de la chaîne AMC  network pour le lancement de la saison 2 de la série Entretien Avec Un Vampire elle y chante Bring Me to Life en version spéciale acoustique avec Dave Eggar.
Le 24 mai 2024 Amy Lee est en feat avec Within Temptation sur leur single et vidéo live The Reckoning réalisé à Amsterdam dans le cadre du World's Collide Tour. Le dvd sort le 21 juin 2024 .
Le 30 mai 2025 Amy Lee annonce sa collaboration avec Halsey sur le titre Hand That Feeds pour le film Ballerina de l'univers de John Wick celui-ci est accompagné d'un clip vidéo .

## Discographie

### Avec Evanescence

#### Albums studio
- 2003 : Fallen
- 2006 : The Open Door
- 2011 : Evanescence
- 2017 : Synthesis
- 2021 : The Bitter Truth
- 2023 : Fallen Deluxe Edition Remastered

#### Album live
- 2004 : Anywhere but Home
- 2018 : Synthesis Live

#### Album compilation
- 2017 : Lost Whispers

#### Album démo
- 2000 : Origin

#### E.P.
- 1998 : Evanescence
- 1999 : Sound Asleep / Whisper
- 2003 : Mystary

#### Coffret
- 2016 : Ultimate Collection Box Set
- 2024 : Fallen 20th Anniversary Super Deluxe Box Set

### En solo

#### Album studio
- 2016 : Dream Too Much

#### E.P.
- 2016 : Recover, Vol. 1

#### Bande originale
- 2008 :

Nightmare Revisited  (Sally's Song)  
- 2009 :

Muppets Revisited   (halfway down the stairs) 
- 2014 : Aftermath (avec Dave Eggar et Chuck Palmer)
- 2018 : Blind (avec Dave Eggar et Chuck Palmer)

### Singles

#### En solo
- 2017 : Love Exists
- 2017 : Speak to Me

#### Participation
- 2004 : Broken (Seether ft. Amy Lee)
- 2007 : Freak on a Leash (Korn ft. Amy Lee)
- 2018 : I’ll Never Be Ready (Veridia ft. Amy Lee)
- 2018 : All About Anna (Cellogram ft. Amy Lee, K'Noup)
- 2019 : Love goes on and on (Lindsey Stirling ft. Amy Lee)
- 2020 : When I'm Gone (Body Count ft. Amy Lee)
- 2020 : Break In (Halestorm ft. Amy Lee)
- 2020 : Sakura Rising (Wagakki Band ft. Amy Lee)
- 2020 : One day the only butterflies left will be in your chest as you march towards your death (Bring Me The Horizon ft. Amy Lee)
- 2022 : Love Hurts (Dave Stewart ft. Amy Lee)
- 2023 : 1000 Years (ft. BUSH)
- 2024 : The Reckoning Live (ft. Within Temptation)

#### Singles promotionnels
- 2014 : Lockdown (avec Dave Eggar)
- 2016 : Dream Too Much
- 2025 : Hand That Feeds (avec Halsey)

## Distinctions
| Gala                                      | Catégorie                                                         | Année | Résultat   |
| ----------------------------------------- | ----------------------------------------------------------------- | ----- | ---------- |
| Kerrang! Awards                           | Fille la plus jolie                                               | 2007  | Lauréat    |
| Planeta Awards                            | Meilleure chanteuse                                               | 2008  | Lauréat    |
| Revolver Magazine                         | Hottest Chicks in Hard Rock                                       | 2011  | Lauréat    |
| Loudwire Music Awards                     | « Dieu » du rock de l'année                                       | 2011  | Nomination |
| Revolver Golden Awards                    | Meilleure Chanteuse                                               | 2011  | Nomination |
| VH1                                       | Top 100 Greatest Women in Music                                   | 2012  | #49        |
| Revolver Golden Gods Awards               | Meilleure chanteuse                                               | 2012  | Lauréat    |
| Kerrang! Awards                           | Fille la plus jolie                                               | 2012  | Nomination |
| Loudwire Music Awards                     | "Dieu" du Rock de l'année                                         | 2012  | Lauréat    |
| NME Awards                                | Femme la plus sexy                                                | 2013  | Lauréat    |
| Independent Music Awards                  | Meilleure Chanson pour "Dark Water" (Aftermath)                   | 2015  | Lauréat    |
| Moondance International Film Festival     | Musique de Film pour Indigo Grey:The Passage                      | 2015  | Lauréat    |
| Family Choice Awards                      | Meilleur Album pour Enfants pour "Dream Too Much"                 | 2016  | Lauréat    |
| Parent's Choice Awards                    | Médaille D'argent Catégorie(Musique Audio)"Silver Honor in Music" | 2017  | Lauréat    |
| Płyty Rocku Antyradia 2016 (antyradio.pl) | Meilleure Vocaliste Rock 2016 (Vocalista Rock)                    | 2017  | Lauréat    |
| Hollywood Music Media Awards #HMMA        | Meilleure chanson pour un film indépendant "Speak To Me"          | 2017  | Lauréat    |
| She Rocks Awards                          | Meilleure Vocaliste Rock                                          | 2021  | Lauréat    |